# Martin Ondrejka
Martin Ondrejka (* 8. ledna 1983, Zlaté Moravce, Slovensko) je bývalý slovenský fotbalový záložník, naposledy působící v klubu FC ViOn Zlaté Moravce.

## Fotbalová kariéra
Svoji fotbalovou kariéru začal v FC ViOn Zlaté Moravce. Mezi jeho další kluby patří: FK Machulince, TJ Calex Zlaté Moravce a ŠK Slovan Bratislava. Kariéru ukončil v roce 2013.